# Взрывающиеся брюки
В Новой Зеландии в 1930-х годах фермеры столкнулись с проблемой взрывающихся брюк. К такому происшествию приводили попытки борьбы с амброзией — сельскохозяйственным сорняком.
Фермеры распыляли хлорат натрия (рекомендованный новозеландским правительством препарат для уничтожения сорняков) на амброзию. Часть аэрозоля попадала на одежду, из-за чего органические волокна ткани из шерсти и хлопка тлели и вспыхивали. В некоторых ситуациях реакция происходила быстрее из-за воздействия тепла или открытого огня. Поступали сообщения не только о воспламенении штанов на сушке, но и о взрывах надетых на фермерах брюк. Такие инциденты приводили к получению серьёзных ожогов.
Об этой истории написал Джеймс Уотсон из Университета Мэсси в широко известной статье «Значение взрывающихся брюк Ричарда Бакли». Впоследствии эта работа принесла ему Шнобелевскую премию.

## В культуре
В мае 2006 г. в эпизоде «Взрывающиеся штаны» популярного американского телешоу «Разрушители легенд» был исследован феномен новозеландских взрывающихся брюк. Экспериментаторы подтвердили, что при определённых условиях действительно может произойти воспламенение одежды. Также в шоу заявили, что человек может принять это явление за взрыв.